# ウルボス (フライブルク市電)
この項目では、スペインのCAFが展開する路面電車車両のウルボス（Urbos）のうち、ドイツの都市であるフライブルク・イム・ブライスガウの路面電車のフライブルク市電に導入された車両について解説する。

## 概要
2012年1月、フライブルク市電を運営するフライブルク交通は今後の路線網の拡張や利用客の増加、旧型車両の置き換えを見据えた新型車両導入に関する入札を実施し、審査を経て翌2013年にCAFとの間に契約を結んだ。これに基づき、同社は「ウルボス100（Urbos 100）」をフライブルク市電へ向けて製造する事となった。これはドイツにおける初のCAF製の鉄道車両である。
同路線に導入される「ウルボス100」は両運転台式の7車体連接車で、車内全体が床上高さを下げた低床構造となっている他、乗降扉には機械式折り畳みスロープが設置されており、バリアフリーへの対応が図られている。編成を構成する7つの車体のうち前後車体を含めた4つの車体には台車があり、その中で3つの台車は主電動機（三相誘導電動機）が設置されている動力台車である。前面形状は運転の快適さの向上と騒音の軽減を合わせた設計になっており、後方を始めとした視界の確保用に監視カメラが各部に設置されている。
車内には幅1,300 mmの広い通路が設置されている他、車椅子やベビーカーなどが設置可能なフリースペースが2箇所存在する。また、車内は運転室を含めて冷暖房双方に対応した空調が完備されており、冬季には温風ヒーターも車内の温度調整に用いられる。車内照明がLEDが採用され、センサーを介して外光条件に応じて自動的に明暗が調整される。

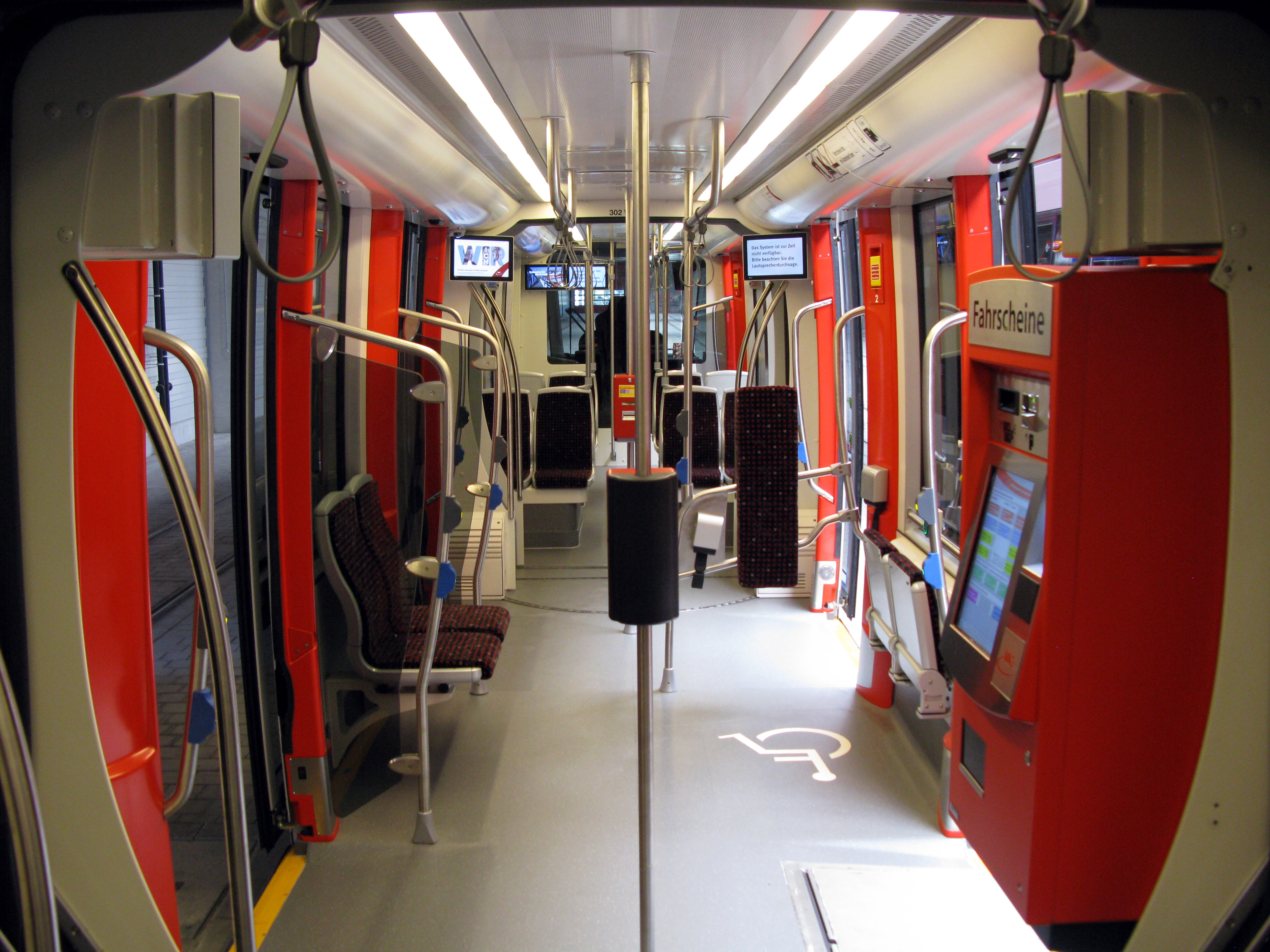
車内
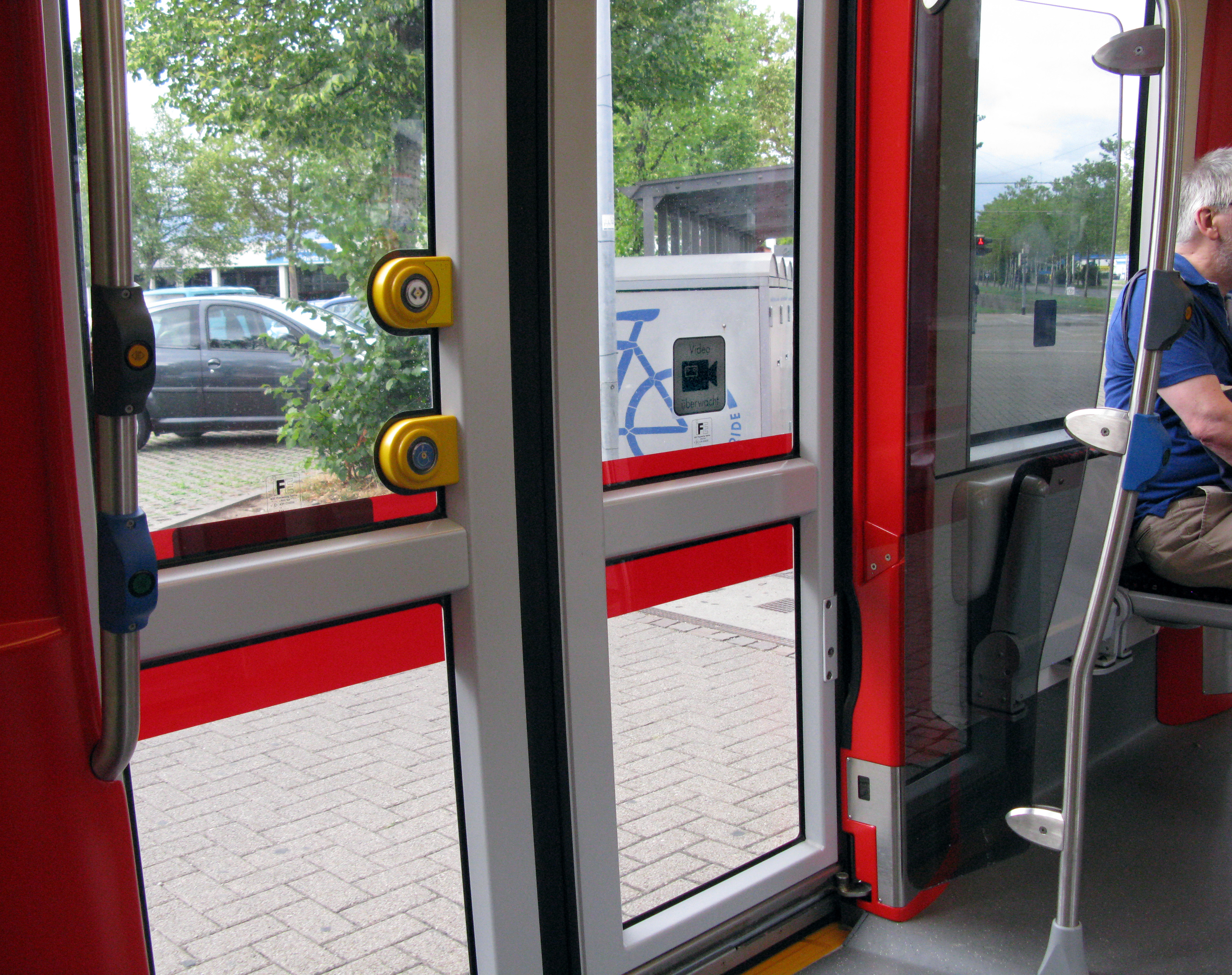
乗降扉
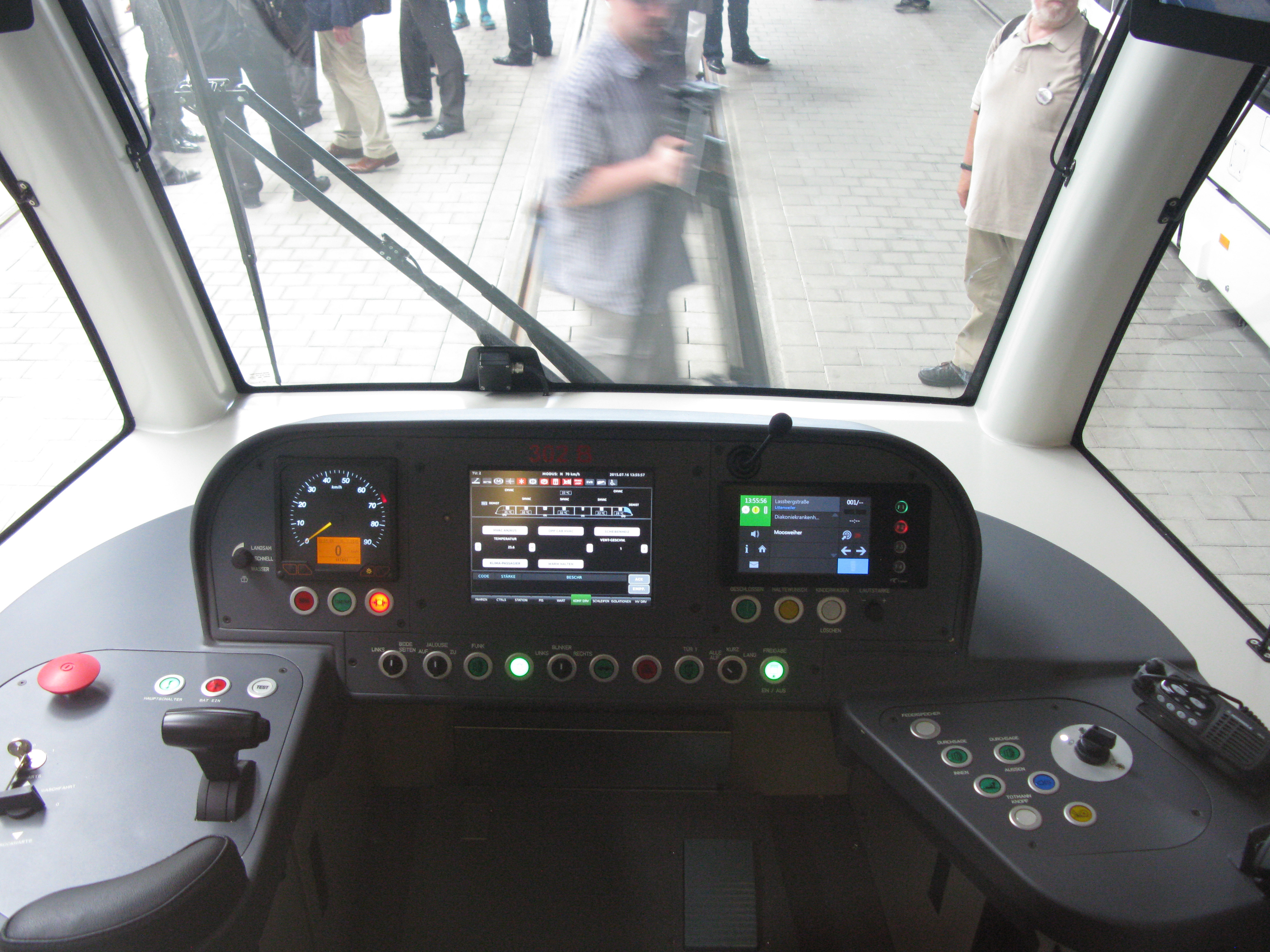
運転台

最初に発注された12両は2度に分けて導入され、最初の6両（301 - 306）は2015年7月22日から順次営業運転を開始した。続けて2017年には残りの6両（307 - 312）が営業運転に投入されている。これにより旧型の高床式車両の置き換えが実施されている。
その後、2018年には5両（313 - 317）の追加発注が実施され2021年に導入されているが、これらの車両は曲線走行時の騒音を抑制する生分解性潤滑剤の散布装置が台車に設置されており、先に導入された12両にも順次搭載されている。更に同年にはオプション権を行使する形で8両が追加発注されており、2023年9月から2024年4月にかけて導入される事になっている。

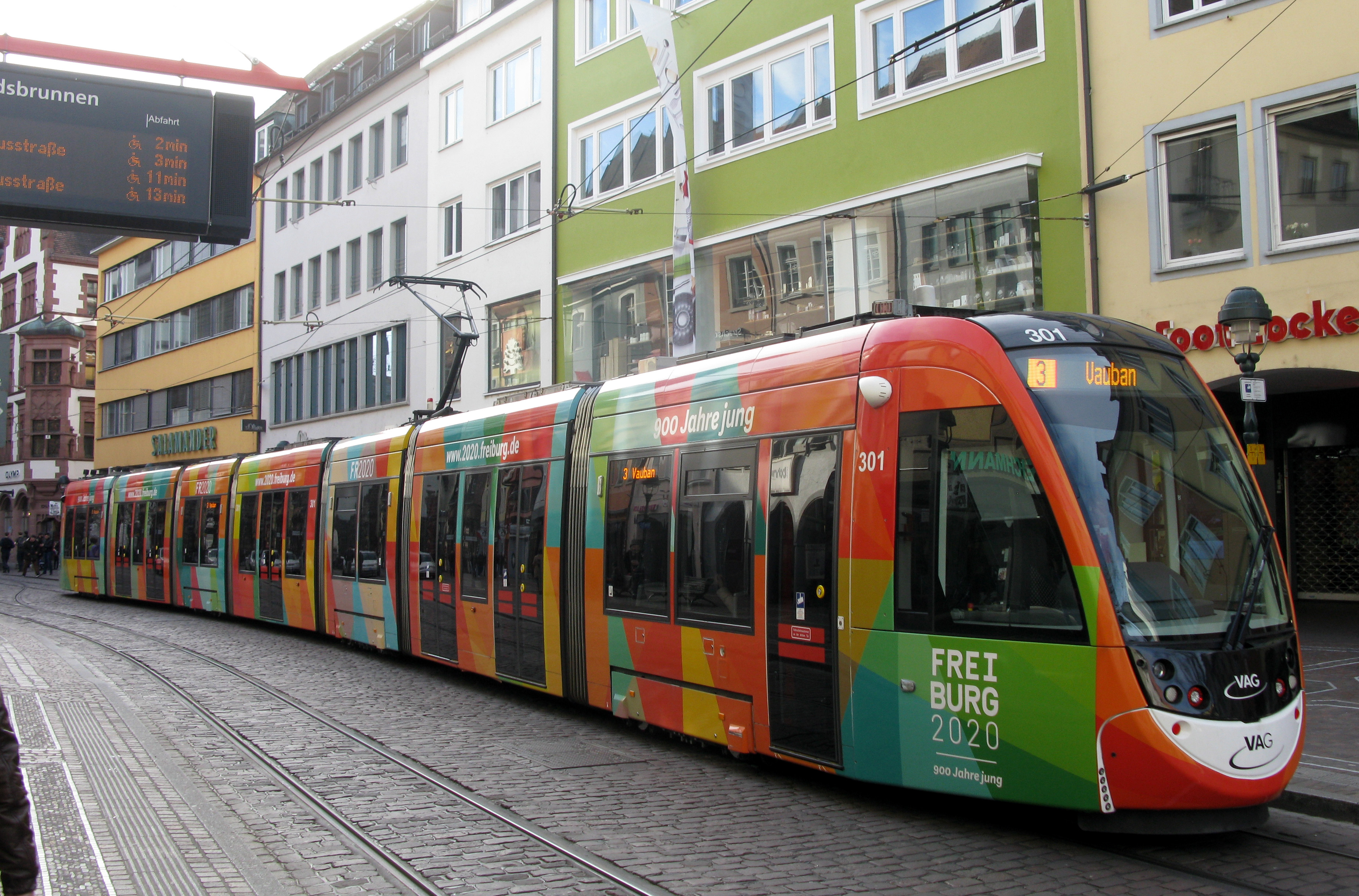
ラッピング塗装（2020年撮影）
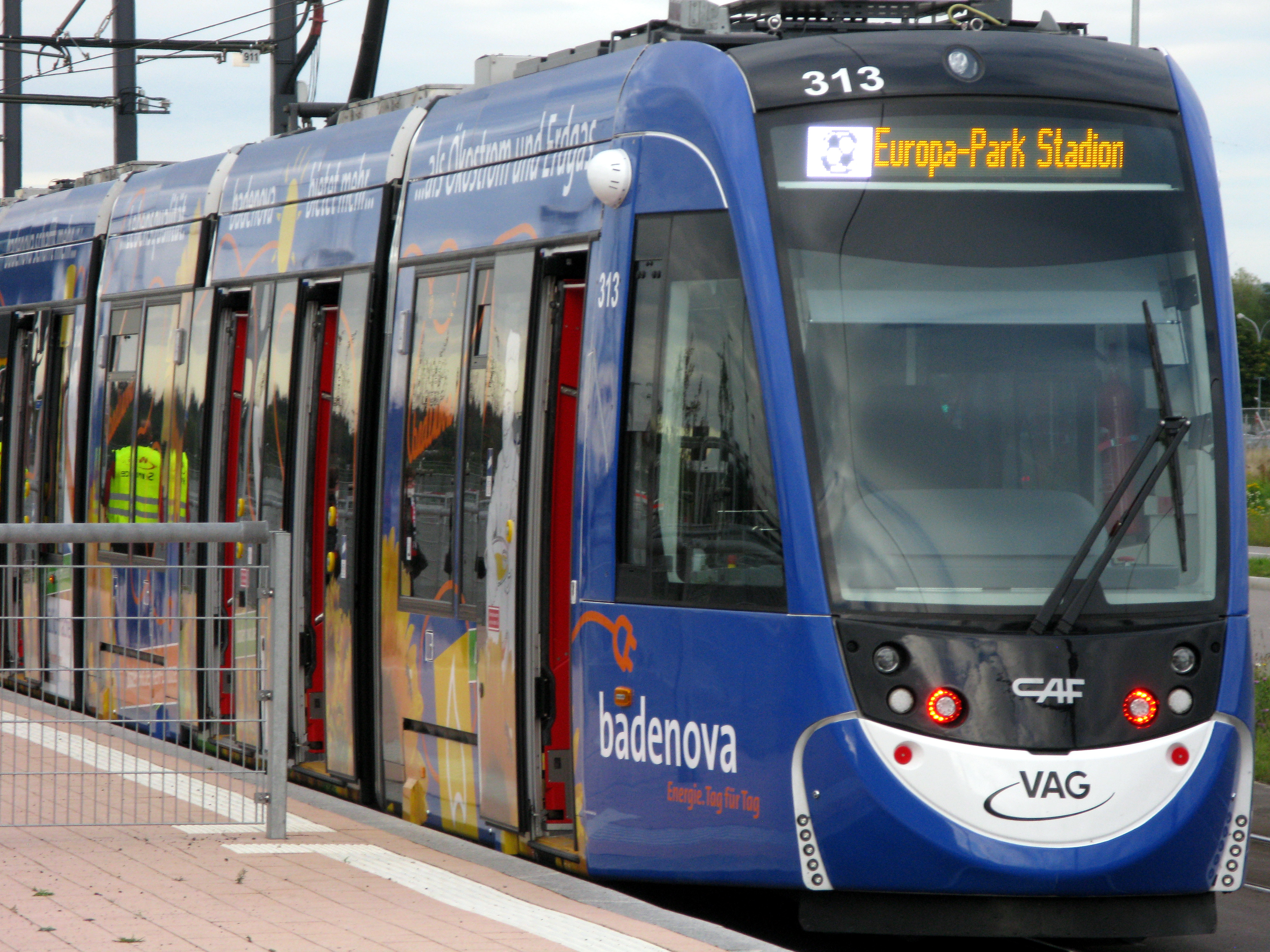
ラッピング塗装（2021年撮影）